# Œdème des membres inférieurs
Les œdèmes des membres inférieurs (OMI) sont une localisation fréquente des états œdémateux lors de multiples pathologies, locales ou générales.
Ils correspondent à un état d'hyperhydratation extracellulaire secondaire à un excès intratissulaire d'eau et de sel dans le milieu interstitiel.
Les œdèmes des membres inférieurs peuvent être liés à une baisse de la pression oncotique, une augmentation de la perméabilité membranaire, une augmentation de la pression hydrostatique intravasculaire, une diminution du drainage lymphatique.

## Causes

### Œdèmes «physiologiques»
Les œdèmes des membres inférieurs dits physiologiques (le plus souvent limités aux chevilles), sont aggravés par la chaleur, certains médicaments, les excès d'apports sodés, l'anémie. Ils sont alors isolés (il n'existe pas de signes associés).

### Œdèmes aigus unilatéraux
Il convient tout d'abord d'éliminer les œdèmes aigus unilatéraux qui peuvent être en rapport avec une thrombose veineuse profonde (phlébite), une cellulite infectieuse, un érysipèle, une lymphangite, la rupture d'un kyste poplité, un hématome musculaire, une algodystrophie.

### Œdèmes localisés
Les œdèmes localisés uniquement au niveau des membres inférieurs peuvent avoir une origine veineuse (varices, maladie post-phlébitique, angiodysplasie), lymphatique (lymphœdème), inflammatoire (toute agression physique, chimique, allergique ou immunologique), un angio-œdème héréditaire, iatrogène par allergie ou altération de la perméabilité capillaire, une collagénose, une maladie endocrinienne.

### Œdèmes généralisés
Les œdèmes des membres inférieurs surviennent alors dans le cadre de maladies générales et ne sont alors qu'un signe clinique parmi d'autres.
On les rencontre tout d'abord dans des pathologies cardiaques tels l'insuffisance cardiaque, la péricardite constrictive chronique. Le gonflement accru des jambes et des chevilles peut être un signe d'aggravation.

Ils peuvent également avoir une origine iatrogène par rétention hydrosodée (rétention d'eau et de sel) : anti-inflammatoires non stéroïdiens, corticoïdes, œstro-progestatifs, vasodilatateurs (inhibiteurs calciques), intoxication chronique par les diurétiques.

Lorsqu'ils sont associés à une hypoprotidémie, ils peuvent avoir une origine rénale (œdèmes associés à une protéinurie) (syndrome néphrotique, glomérulopathies aiguës), une origine hépatique avec hypertension portale et insuffisance hépatocellulaire dans le cadre d'une cirrhose, une origine digestive (entéropathie exsudative, malabsorption chronique), une origine nutritionnelle dans le cadre d'une carence d'apports protidiques.

### Malnutrition
La malnutrition aiguë sévère peut être la cause d'œdèmes bilatéraux des membres inférieurs surtout et supérieurs parfois.

## Diagnostic
Le diagnostic est avant tout clinique. On constate un gonflement (augmentation de volume) d'une partie ou de la totalité des membres inférieurs.

Les œdèmes peuvent être unilatéraux (n'intéresser qu'un côté) ou bilatéraux. Ils peuvent rester localisés au niveau des membres inférieurs ou s'inscrire dans un tableau d'œdèmes généralisés.
Ils sont classés selon leur couleur (blancs ou rouges), leur consistance (durs ou mous), et leur capacité à "garder le godet" (l'empreinte des doigts persiste au sein de l'œdème un certain temps).
On recherche systématiquement une prise de poids, l'existence d'un épanchement séreux (qui sera à ponctionner) ou d'un œdème viscéral (qui est une urgence thérapeutique).
Le bilan réalisé est fonction des signes cliniques présents et/ou l'étiologie suspectée.

## Prise en charge
La prise en charge consiste à traiter ou supprimer la cause des œdèmes. L'utilisation de bas de contention peut être indiquée. De même, certains dispositifs médicaux de type neurostimulateur musculaire tel que Veinoplus peuvent, en améliorant le débit sanguin (en termes de vitesse et de volume) dans les jambes et en réduisant la stase veineuse, traiter les œdèmes.